# 华盛顿传
《华盛顿传》（英語：His Excellency: George Washington）是2004年出版发行的一本关于美国第一任总统乔治·华盛顿的传记，它的作者是约瑟夫·埃利斯，他是马萨诸塞州大学的教授，专门研究美国早期历史的专家。